# Choi Young-jun (calciatore 1991)
Choi Young-jun (최영준?; 15 dicembre 1991) è un calciatore sudcoreano, centrocampista del Jeju SK.